# Philippe Godet
Philippe Ernest Godet (Neuchâtel, 23 april 1850 – aldaar, 27 september 1922) was een Zwitsers advocaat, literatuurcriticus, journalist, dichter, dramaturg en hoogleraar Franse literatuur aan de universiteit van Neuchâtel.

## Vroeger Leven
Zijn ouders waren Frédéric Godet, een theoloog, en Caroline Vautravers. Godet studeerde rechten en literatuur aan de universiteiten van Bazel, Berlijn en Parijs en beëindigde zijn studies aan de universiteit van Neuchâtel, die destijds Académie de Neuchâtel heette. Hij bekwaamde zich in de advocatuur en werd vanaf 1873 toegelaten tot de balie van Neuchâtel. In zijn periode als advocaat schreef hij opiniestukken in pamfletten en kranten van conservatieve signatuur, zoals bijvoorbeeld L’Union Libérale. Zelf lanceerde hij een satirisch krantje, genaamd Le Franc-tireur. Gedurende vijftig jaar was Godet vaste correspondent van de Gazette de Lausanne. Twee gedichtenbundels liet hij toen publiceren: Poignée de rimes (1871) en Premières poésies (1873). 
In 1880 gaf Godet zijn werk als advocaat op. Zijn literair werk dat aanvankelijk een bijberoep was, werd zijn hoofdberoep. Hij was actief als literatuurcriticus, waarbij hij in literaire tijdschriften publiceerde. In de kantons Neuchâtel en Vaud gaf hij literaire lezingen, die een uitgebreid publiek aantrokken. 
Hij raakte bekend in de Romandie, het Franstalig deel van Zwitserland, door zijn literatuurhistorisch werk Histoire littéraire de la Suisse française (1890). In 1895 volgde nog een poëziebundel: Le Coeur et les Yeux, poésies. Het kanton Neuchâtel behoorde in 1898 vijftig jaar tot de Zwitserse Confederatie. Godet schreef voor die gelegenheid het theaterstuk Neuchâtel suisse, dat met een proloog en twaalf bedrijven deze geschiedenis op het toneel bracht.
Godet gaf les, van 1881 tot 1907 was hij docent Franse literatuur aan de Ecole supérieure des jeunes filles. Van 1892 tot 1922 gaf hij lessen literatuur aan het gymnasium van Neuchâtel. Vanaf 1900 was hij hoogleraar Franse literatuur aan de Académie de Neuchâtel. In deze laatste instelling bekleedde hij het ambt van rector in de jaren 1917-1919. 

## Godet en Nederland
Een bekend boek van Godet is Madame de Charrière et ses amis, d’après de nombreux documents inédits, in twee delen (1906) na 20 jaar onderzoek. In 1927 uitgebracht in een verkorte versie en in 1973 met een herdruk van 1906 in een gebonden deel. Deze bekroonde biografie bespreekt uitvoerig en gedetailleerd het leven en de werken van Belle van Zuylen, een Nederlandse schrijfster en componiste, die na haar huwelijk leefde in Colombier, in het kanton Neuchâtel. Zijn bronnen waren o.a. het archief van Belle van Zuylen in Neuchâtel gebaseerd op het dossier van zijn docent Charles Berthoud (1813-1894), de reacties op zijn lezingen over haar (waar brieven, afbeeldingen en haar originele publicaties boven water kwamen) en zijn bezoeken aan Nederland. Hij gaf lezingen over Isabelle de Charrière op vrijdag 18 maart 1892 voor de Alliance française Den Haag in theaterzaal Diligentia en 'dameslezingen' op 22 maart 1892 in de Leidse Schouwburg en op 24 maart 1892 te Utrecht voor studentes aangekondigd in het weekblad Vox studiosorum naar aanleiding van zijn artikel in Revue des deux Mondes van 1 juni 1891 over haar. Op 21 maart 1892 hield hij een lezing voor de Alliance française Den Haag over de 'Dichters van Fransch Zwitserland'.
Tijdens het logeren in Kasteel Middachten ontdekte hij  brieven tussen Charlotte Bentinck en Voltaire en  Madame Denis waarover hij publiceerde in Journal des débats van november 1892.. Op verzoek van de Alliance française Den Haag hield hij op 5 februari 1894 wederom een 'conference'. Nu over Pierre Carlet de Marivaux. Over hetzelfde onderwerp hield hij dezelfde maand een dameslezing voor studentes te Utrecht.
Voor de Alliances françaises Delft op 3 maart 1897, Rotterdam op 4 maart 1897 en Den Haag op 5 maart 1897 hield hij lezingen over Victor Hugo.
Zijn naam als biograaf van Belle van Zuylen werd nog extra benadrukt door het laten herdrukken van verscheidene van haar publicaties met zijn voorwoord. In 1907 Lettres écrites de Lausanne: histoire de Cécile Caliste, in 1908 Lettres neuchâteloises, Mistriss Henley, Le Noble en in 1909 Lettres de Belle de Zuylen (Madame de Charrière) à Constant d'Hermenches, 1760-1775.
Hij liet haar komedie L'émigré uitvoeren in Neuchâtel 100 jaar na haar overlijden op 22 december 1905, waarvoor de originele publicatie werd herdrukt op 6 januari 1906.

## Latere leven
Verder publiceerde hij poëzie, biografieën en het toneelstuk Prunelle (1914) ter gelegenheid van de Nationale Tentoonstelling van Zwitserland die in Bern gehouden werd. Godet was voorzitter (1905-1910) en vanaf 1915 erevoorzitter van de Société d’histoire et archéologique du canton de Neuchâtel. Hij was lid van de Société française d’Archéologie.
Tijdens de Eerste Wereldoorlog stond hij achter de neutraliteit van Zwitserland. Voor hem was het een politieke neutraliteit en geen morele neutraliteit. Godet wilde niet zwijgen over oorlogsmisdaden.
Na zijn dood kreeg Godet een officiële openbare begrafenis in Neuchâtel (1922). Zijn kist werd geflankeerd door leden van de Société de Belles-Lettres, het genootschap waarvan hij zelf sinds 1867 lid was geweest.

## Eerbewijzen
- Prix Marcelin Guérin van de Académie française (1890) voor Histoire littéraire de la Suisse française
- Prix Bordin van de Académie française (1906) voor Madame de Charrière et ses amis, d’après de nombreux documents inédits
- Doctor honoris causa van de universiteit van Genève (1907)
- Prix Eugène Rambert, een literaire prijs uitgereikt door la Société suisse de Zofingue (1909), voor Madame de Charrière et ses amis, d’après de nombreux documents inédits
- Commandeur in het Legioen van Eer van Frankrijk (1922)
- Officier in de Leopoldsorde van België (1922)
- Grote Schiller Prijs (1923), een Zwitserse literaire prijs.